# Louis Meurillon
Pour les articles homonymes, voir Meurillon.
Louis Constant Meurillon, né le 1er janvier 1848 à Armentières, est un architecte français.

## Biographie
Louis Meurilon est le frère d'Henri Meurillon. Il s'installe comme architecte à Lille vers 1880. Il commence sa carrière dans sa ville natale Armentières rue de la gare et rue Nationale. Il a construit  un grand nombre de villas et chalets à Wimereux. Il s'est marié le 14 septembre 1888 avec Jenny Victorine Calonne à Béthune. Une des villas de Wimereux est nommé Jenny.
Il a pour oncle Gabriel Froidure, natif de Comines et architecte des Beaux-Arts de Paris.
Il devient membre de la société des architectes du Nord en 1883.

## Réalisations notables
- vers 1882, deux maisons rue Nationale et une rue de la Gare à Armentières[2]

- 1894 : villa La Rafale[3], Wimereux

- 1901-1906 : église Saint-Joseph de Sin-le-Noble[4]. Détruite en 2011

- 1903 : ensemble de 13 chalets dont 6 en front de mer à Wimereux[5]

- 1908 : ensemble de maisons[6], rue Fayolle à Wimereux